# Itó Szatosi
Itó Szatosi (伊藤 聡 Hepburn-átírással Itō Satoshi, 1974. október 14. – 2009. március 20.) japán sci-fi-szerző, akinek műveit Itó Projekt (伊藤 計劃 Itó Keikaku, nyugaton Project Itoh) néven jelentették meg.

## Pályája
Itó Tokióban született, majd évtizedekkel később a Muszasino Művészeti Egyetemen szerzett diplomát. Miközben weboldalszerkesztőként dolgozott, megírta Gjakuszacu kikan című regényét, melyet jelöltek Komacu Szakjó-díjra 2006-ban. Ugyanezen regényéért a Nihon SF Taisó-díjra is jelölték, melyet nem nyert el. Az éves SF ga jomitai összeállításban a regény első helyen végzett az évtized legjobb japán sci-fijei között.
2001-óta küzdött a rákkal, melyet nem bírt legyőzni. 2009 márciusában 34 évesen hunyt el. A Metal Gear Solid: Peace Walkert és az Aki Szora utolsó fejezetét az ő emlékének ajánlották. Endzsó Tó – japán szerző, akivel Itó jó kapcsolatot ápolt, és gyakran adott interjút –, akivel együtt a Komacu Szakjó-díj finalistái között voltak, bejelentette 2012 januárjában, az Akutagava-díj átvételekor, hogy befejezi Itó el nem készült Sisa no teikoku című regényét. 2012 augusztusában napvilágot is látott a regény.

## Díjai és elismerései
- 2007: Nihon SF Taisó-díj jelölés a Gjakuszacu kikan című regényéért
- 2007: Hajakava-díj a "The Indifference Engine" című novelláért
- 2009: Nihon SF Taisó-díj a Harmónia című regényért
- 2009: Szeiun-díj a Harmónia című regényért
- 2010: Philip K. Dick-díj a Harmónia című regényért (angol nyelvű változat, említés)

## Bibliográfia
- 虐殺器官 Gjakuszacu kikan (2007)
- メタルギア ソリッド ガンズ オブ ザ パトリオット Metaru gia szoriddo ganzu obu za patoriotto (2008); — a Metal Gear Solid 4: Guns of the Patriots című videójáték regényváltozata.
- ハーモニー Hámoní (2008); a magyar kiadás címe Harmónia (Ad Astra, 2012)
- 伊藤計劃記録 Itó Keikaku Kiroku (2010) — Esszék, novellák gyűjteménye; posztumusz kiadás
- 伊藤計劃記録：第弐位相 Itó Keikaku Kiroku: Daini iszó (2011) — Esszék, novellák gyűjteménye; posztumusz kiadás
- 屍者の帝国 Sisa no teikoku (2012) — Endzsó Tó által befejezett regény; posztumusz kiadás

## Magyarul
- Itó Projekt: Harmónia; ford. Mayer Ingrid, Oroszlány Balázs; Ad Astra, Bp., 2012